# Luperina koshantschikovi
Luperina koshantschikovi är en fjärilsart som beskrevs av Rudolf Püngeler 1914. Luperina koshantschikovi ingår i släktet Luperina och familjen nattflyn. Inga underarter finns listade i Catalogue of Life.